# Minqaria
Minqaria („zobák“) byl rod býložravého kachnozobého dinosaura z podčeledi Lambeosaurinae, žijícího v období nejpozdnější křídy (geologický věk/stupeň maastricht, zhruba před 68 až 66 miliony let) na území dnešního Maroka (pánev Ouled Abdoun). Tento malý hadrosaurid žil ve stejných ekosystémech jako je příbuzný druhu Ajnabia odysseus, který byl formálně popsán v roce 2020.

## Zařazení a význam

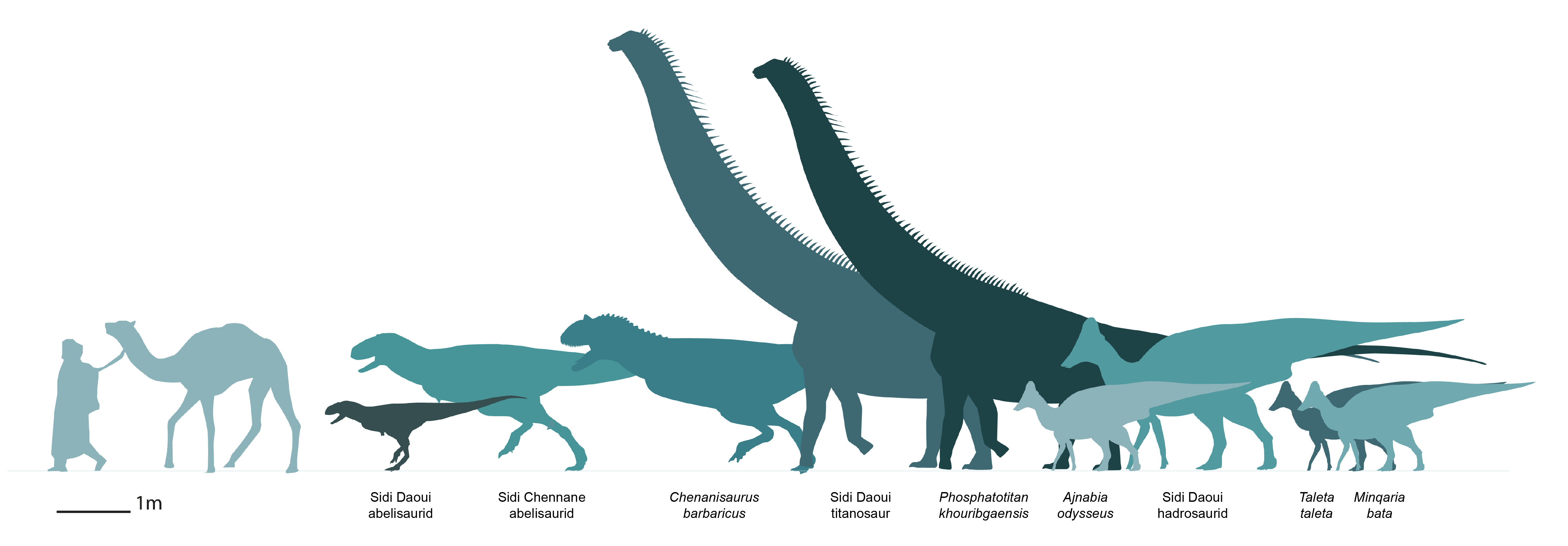
Dinosauří megafauna z marockých fosfátových nalezišť.

Typový druh Minqaria bata byl formálně popsán na začátku roku 2024 na základě fosilních fragmentů lebky (sbírkové označení MHNM.KHG.1395). Jednalo se o velmi malého zástupce této skupiny, jeho délka doahovala v dospělosti přibližně jen 3,5 metru. Podle provedené fylogenetické analýzy se patrně jedná o hadrosaurida z tribu Arenysaurini, kachnozobých dinosaurů až do objevu rodu Ajnabia známých pouze z území Evropy. Jednalo se tedy o blízkého vývojového příbuzného západoevropského druhu Arenysaurus ardevoli. Objev významně zvětšuje známé geografické rozšíření hadrosauridů v období končící křídy.
Nejblíže příbuznými taxony byly další lambeosaurinní rody Ajnabia a Taleta, žijící ve stejných ekosystémech. Mírně vzdáleněji příbuznými rody byly také taxony Canardia, Pararhabdodon, Koutalisaurus a Blasisaurus.
Objev tohoto hadrosaurida dále potvrzuje, že i v období pozdní křídy stále docházelo k výrazným migračním tahům různých skupin dinosaurů napříč kontinenty, a že tehdejší geografické bariéry mezi územím Evropy a Afriky nebyly pro tyto dinosaury zcela nepřekonatelné. Také se jedná o potvrzení skutečnosti, že dinosauří biodiverzita v severní Africe byla i na samotném konci křídy stále značně vysoká.